# Crónica modernista en México
La crónica es un género literario que, a lo largo del tiempo, ha sido difícil encasillar dentro de una disciplina específica. Se le ha enmarcado dentro de la historia, literatura y periodismo.  Esto dependió del momento en que predominó su uso y las intenciones que se tuvieron al escribirlas. 
La crónica modernista en México se desarrolló a finales del siglo XIX y principios del XX. Esta se caracterizó por presentar una crítica a la tradición, una preocupación por el devenir las sociedades y por hacer evidente el cosmopolitismo del país. El cronista escribía sobre una realidad inmediata, sobre la ciudad que lo rodeaba, sobre la inmediatez de la vida y capturaba cada detalle que resultaba innovador o extraño ante sus ojos. Además, buscaba dejar en cada producto su estilo propio. 
A lo largo del siglo XIX el quehacer escritural coincidió con una serie de sucesos históricos, desarrollados en la República mexicana, que determinaron e influyeron en la escritura de diversos textos literarios. Estos fueron la consumación de la Independencia de México, la conformación de la Primera República Federal, El Primer Imperio Mexicano, La República restaurada y el Porfiriato.

## Antecedentes
Al consumarse la Independencia de México, el país buscó emanciparse no sólo políticamente de España, sino también culturalmente. Los intelectuales se plantearon la necesidad de conformar una identidad mexicana, y por lo mismo, presentaron un proyecto nacionalista.  Aunado a esto se fundaron asociaciones literarias y academias con la intención de discutir la situación del país y el nuevo quehacer literario. En 1835 se fundó la Academia de San Juan de Letrán con el objetivo de consolidar una literatura propiamente mexicana y purificada de todas las voces y temas extranjeros. Por lo tanto, retomaron el México Prehispánico, la Conquista de México, el Virreinato de Nueva España y reescribieron este pasado; exaltando sus costumbres y personajes. La literatura adquirió un papel fundamental en la conformación de una identidad mexicana, por lo tanto, adoptó un movimiento europeo como lo fue el Costumbrismo literario. Esta expresión artística le permitió describir la vida rural de México, sus tipos sociales, sus tradiciones, sus comportamientos sociales; mejor dicho, su vida cotidiana e identidad.
Así, los escritores costumbristas del siglo XVIII en México escribieron artículos o cuadros de costumbres en los cuales el escritor se situaba como espectador de una realidad y representaba las costumbres, modas, tipos sociales, pero en estos estaba presente la intención de ejercer una crítica social o de hablar y exaltar una tradición. A diferencia, la crónica ya no alude a un malestar social ni a un pasado, sino que tiene como propósito informar sobre acontecimientos de actualidad y presentar un análisis sobre el futuro del país.

## Crónica modernista

### Antecedentes
Durante la conquista de México, la crónica fue un género muy utilizado por los viajeros que describían lo que veían y sentían mediante este medio. A principios del siglo XIX—durante la conformación de una nación— los géneros literarios tuvieron como tema la sociedad. Construyeron cuadros de costumbres con un fin moralizante, pues deseaban transformar la sociedad. Retomaban la tradición y la cultura para conformar una identidad nacional; la literatura y los géneros estaban muy emparentados con la historia. Hasta 1850 escritores como Manuel Payno, Guillermo Prieto, Francisco Zarco comenzaron a tomar conciencia de lo que implicaba el género cronístico y no sólo de su función instrumental. Se preocuparon por los asuntos que debían tratar y salieron a la calle en búsqueda de temas, aspectos, historias, lugares y creencias.

### Contexto histórico
En 1871 México se encontraba en un proceso de modernización e industrialización. Se estaba logrando un equilibrio en el país, por lo cual, la literatura se pudo ir alejando de las instituciones y el quehacer escritural adquirió cierta autonomía respecto a los centros de poder. Ante esto, los nuevos profesionistas se convirtieron en periodistas que elaboraban crónicas como medio de empleo. Esta autonomía les permitió escribir de temas de interés: describieron la ciudad, sucesos de gran relevancia como la llegada del ferrocarril, los temblores, la vida cosmopolita, la pintura, la música, la comida, etc. Así como, dejaron de escribir con un fin edificante y moralizante. 

### Elreporter
Frente a la figura del periodista- literato, surgió la figura del reportero cuyo fin ya no fue el artístico, sino el económico. Este dejó de hacer crónicas e hizo reportajes que más allá de buscar informar, cayeron en la imparcialidad y el sensacionalismo. Es decir, su intención fue atraer a un mercado de lectores mediante temas y descripciones escandalosas; presentadas a los lectores de formas exagerada y sin delicadeza.

### El cronista
El cronista creó piezas literarias, pues a pesar de encontrar en este género el medio para su sustento; las crónicas modernistas se caracterizaron por prestar gran interés tanto al fondo como a la forma de sus textos. A diferencia de los reportajes, las crónicas no se ciñeron a una objetividad rígida, sino que aceptaron la imaginación y los recursos estilísticos de cada escritor. Fueron piezas propias que trabajaron el lenguaje con arte y no siguieron las reglas impuestas por el mercado —aunque se encontraban dentro de él—. 

### Tipos de crónica[10]
Crónica social: retrata los acontecimientos sobresalientes ocurridos en el país. 
Crónica de espectáculos: su objetivo fue dirigirse al público con la intención de que este conociera los pormenores de la música, teatro y expresiones artísticas. 
Crónica de acontecimientos: referían las celebridades festivas y religiosas; el clima de la ciudad, las innovaciones tecnológicas: la vida cotidiana. 
Crónica urbana: expresan el malestar de las personas ante distintas situaciones: mendicidad, alcoholismo, prostitución.  
Crónica periodística: su objetivo fue dar cuenta de la nueva realidad de la ciudad; haciendo referencia a las transformaciones que trajo la modernidad. 

## La modernidad en México
Desde 1867 los liberales con su proyecto moderno de orden, libertad y progreso impulsaron la homogeneización y modernización del territorio. Consideraban que mediante la creación de mejores vías de comunicación y transporte iniciarían esto. Sin embargo, la situación económica de México no era favorable, así que, recurrieron a un préstamo extranjero. De igual forma, Benito Juárez con las Leyes de Reforma planteó una modificación ideológica, en la cual se acabara con una tradición intolerante y religiosa que mantenían en la ignorancia y superstición a las personas.  Si bien el progreso durante la República restaurada fue lento; se ampliaron a siete mil kilómetros las líneas telegráficas. Además, se abrieron nuevos caminos carreteros y en 1872 llegó el primer ferrocarril a México.
Para 1876 con la ascensión al poder de Porfirio Díaz se continúa con este proceso de modernización. En 1881 otorgó concesiones a compañías extranjeras para que construyeran sistemas ferroviarios. Hubo un aumento en la exportación, y productos como el henequén y el café aumentaron de manera considerable. Se abrieron fábricas de papel y se construyeron más mercados para la venta de productos. La vía de ferrocarriles aumentó otros 640 kilómetros, de manera que el transporte comunicaba a la Ciudad de México con Toluca. 
Ante la modernización del país, los cronistas reflejaron en sus textos el impacto que tuvo la llegada de diversos avances tecnológicos. Tal es el ejemplo de crónicas como: “Fuegos fatuos: fotografía espírita” de Amado Nervo. En la cual se hace evidente la impresión que causó la llegada del daguerrotipo.  Así como, la crónica de José Juan Tablada “Churubusco-Casino”, en la cual refleja el impacto que tuvo en la sociedad la construcción de un casino.

## Principales cronistas modernistas
- Amado Nervo

- Ángel del Campo

- Ignacio Manuel Altamirano

- José Tomás Cuellar

- José Juan Tablada

- Manuel Gutiérrez Nájera

- Laura Méndez de Cuenca

- Luis G. Urbina